# Geografia della Finlandia

Mappa della Finlandia.

La Finlandia è situata nella parte più orientale della Fennoscandia, intendendo con essa l'area composta dalla penisola scandinava e, appunto, dalla Finlandia. Le sue caratteristiche geografiche sono comunque molto diverse dai paesi peninsulari: il suo territorio pianeggiante costituisce di fatto una sorta di continuazione delle grandi pianure dell'Europa orientale.

## Dati generali

### Confini
Ad est confina con la Russia per circa 1.268 km, a nord con la Norvegia (per 727 km) e a ovest con la Svezia per 540 km.
Ha uno sviluppo costiero di circa 1.107 km, si affaccia sul golfo di Finlandia a sud, sul mar Baltico a sud-ovest e sul golfo di Botnia a ovest. La costa è frastagliata ed ha numerose baie e insenature: è inoltre punteggiata di isole e da un gran numero di terre (tuttora in emersione dopo lo scioglimento dei ghiacci dell'ultima glaciazione), dette schären.

### Superficie
La superficie complessiva del paese è pari a 338.145 km², di cui 33.522 sono acque interne. La Finlandia è il 7º paese in Europa in termini di estensione dopo Russia, Ucraina, Francia, Spagna, Svezia e Germania.

## Morfologia
Il territorio finlandese è profondamente caratterizzato dalla massa glaciale dell'era quaternaria e dal suo progressivo ritiro che ha lasciato morene e drumlin, le due morene terminali sono i monti Salpausselkä situati nella parte meridionale del paese. Nella parte meridionale il paese è molto pianeggiante mentre a nord e a est vi sono delle alture. La dorsale di spartiacque fra il mar Baltico e il mar Glaciale Artico è alta tra i 600 e i 700 metri, nella parte nordoccidentale del paese, al confine con la Norvegia vi sono rilievi che superano i 1000 m, in questa regione si trova anche la cima più elevata del paese, il monte Halti (1329 m).

### Isole
La Finlandia ha un numero enorme di isole, oltre all'arcipelago delle isole Åland e ad altre isole situate nel mar Baltico vi sono tantissime isole nei laghi, per un numero totale di 179.584.
| Nome          | Superficie | Localizzazione    | Provincia             |
| ------------- | ---------- | ----------------- | --------------------- |
| Soisalo       | 1.638 km²  |                   | Finlandia orientale   |
| Sääminginsalo | 1.069 km²  | Bacino del Saimaa | Finlandia orientale   |
| Fasta Åland   | 685 km²    | Mar Baltico       | Isole Åland           |
| Kimitoön      | 524 km²    | Mar Baltico       | Finlandia meridionale |
| Hailuoto      | 195 km²    | Golfo di Botnia   |                       |
|               | 174 km²    |                   |                       |

## Idrografia

### Laghi
La scarsa evaporazione delle acque e la superficie poco permeabile che residuò dal ritiro dei ghiacciai ha dato origine ai moltissimi laghi (nel numero di 187.888) che ricoprono oltre il 10% della superficie del paese, per una quantità di acqua pari a 230 km³. Nella parte meridionale del paese vi è la maggiore densità, tanto da rendere talvolta difficoltose le comunicazioni. La loro profondità è bassa, difficilmente supera i 100 metri, hanno forma allungata, numerose isole e isolette e spesso sono comunicanti.
| Nome              | Superficie km² | Provincia |
| ----------------- | -------------- | --------- |
| Saimaa            | 4377           |           |
| Päijänne          | 1081           |           |
| Inari             | 1040           |           |
| Pielinen          | 894            |           |
| Oulujärvi         | 887            |           |
| Haukivesi         | 620            |           |
| Orivesi-Paasivesi | 536            |           |
| Kallavesi         | 513            |           |
| Keitele           | 500            |           |

### Fiumi
| Nome      | Lunghezza |
| --------- | --------- |
| Kemijoki  | 550 km    |
| Iijoki    | 370 km    |
| Ounasjoki | 298 km    |
| Kitinen   | 278 km    |